# Rafael Núñez
Rafael Wenceslao Núñez Moledo (ur. 28 września 1825, zm. 18 września 1894) – kolumbijski polityk i prezydent w latach 1880–1882 oraz następnie od 1884 do swojej śmierci w 1894 roku.
Urodził się w 1825 roku w Cartagenie jako syn pułkownika Francisco Núñeza Garcíi i Dolores Moledo García. W wieku 15 lat brał udział w toczącej się w ówczesnej Republice Nowej Granady wojnie domowej. W roku 1845 ukończył studia prawnicze na Uniwersytecie Cartageny. W 1851 roku poślubił Dolores Gallego, z którą doczekał się dwójki dzieci. Dolores była siostrą żony José de Obaldii – wiceprezydenta Nowej Granady. W latach 60. XIX wieku przebywał w Europie, gdzie pełnił funkcje dyplomatyczne. Tam też nawiązał romans z Soledad Román, którą później poślubił i z którą spędził resztę życia. W prezydenturze Núñez do ważniejszych momentów należało wprowadzenie nowej konstytucji. Odpowiadał również ża przyjęcie konkordatu ze Stolicą Apostolską.
Jest autorem słów hymnu narodowego Kolumbii ¡Oh Gloria Inmarcesible!.